# Aloe vivipara
Aloe vivipara é uma espécie de liliopsida do gênero Aloe, pertencente à família Asphodelaceae.